# Sport Club Marsala 1951-1952
Questa pagina raccoglie i dati riguardanti lo Sport Club Marsala nelle competizioni ufficiali della stagione 1951-1952.

## Divise
I colori sociali del Marsala Calcio sono l'azzurro ed il bianco.
| Casa | Trasferta |

## Rosa
| N. |                   | Ruolo | Calciatore       |
| -- | ----------------- | ----- | ---------------- |
| 1  | Italia (bandiera) | A     | G. Amileni       |
|    | Italia (bandiera) | A     | Umberto Badii    |
|    | Italia (bandiera) | D     | A. Baratucci     |
|    | Italia (bandiera) | A     | B. Bianco        |
|    | Italia (bandiera) | A     | E. Bombardieri   |
|    | Italia (bandiera) | D     | B. Cappon        |
|    | Italia (bandiera) | A     | S. Ceporina      |
|    | Italia (bandiera) | C     | Carmelo Di Bella |

| N. |                   | Ruolo | Calciatore         |
| -- | ----------------- | ----- | ------------------ |
|    | Italia (bandiera) | A     | Giancarlo Fabrello |
|    | Italia (bandiera) | C     | Mario Galassi      |
|    | Italia (bandiera) | P     | C. Goffi           |
|    | Italia (bandiera) | C     | A. Lionetti        |
|    | Italia (bandiera) | A     | A. Lombardo        |
|    | Italia (bandiera) | C     | G. Maggio          |
|    | Italia (bandiera) | D     | G. Settembrini     |